# Suzanna Maria van Woensel Kooy
Susanna Maria van Woensel Kooy (Amsterdam, 26 mei 1875 - Utrecht, 30 januari 1934) was een Nederlandse evangeliste, dichteres en dirigente.

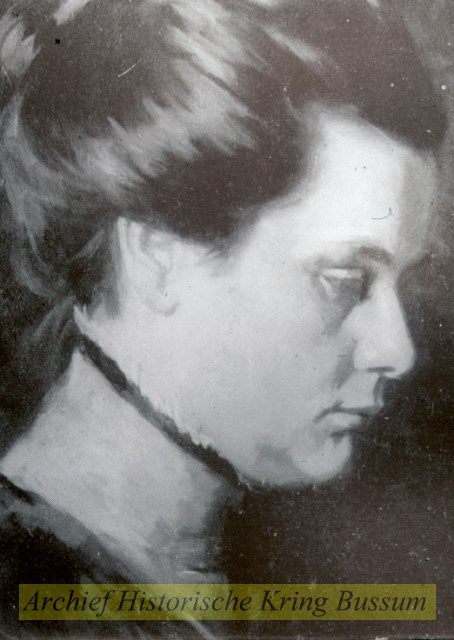
Suzanna Maria van Woensel Kooy

## Leven en werk
Van Woensel Kooy werd in 1875 te Amsterdam geboren als dochter van Johan van Woensel Kooy en Adolphine Mijnssen. Zij was oprichter en bestuurslid van de "Vereeniging tot Evangelisatie te Bussum". Deze vereniging probeerde een wat groter publiek te bereiken dan de toenmalige ethische richting in de hervormde kerk van Bussum. Naast haar huis aan de Meentweg 52 in Bussum liet zij door de architect Theodor Wilhelm Rueter in 1921 een Jeugdkapel bouwen. Zij was tevens de initiatiefneemster voor de bouw van de Spieghelkerk aan de Nieuwe ’s Gravelandseweg te Bussum in 1924-1925. Een plaquette met haar naam en portret in de kerk herinnert aan haar inspanningen voor de bouw van deze kerk. Ook de kerk werd ontworpen door de architect Rueter in de vroege stijl van de Amsterdamse School.
Naast evangeliste was Van Woensel Kooy ook dirigente en dichteres. Zij schreef, bewerkte en vertaalde diverse gezangen. Haar bundel Oude en Nieuwe Zangen werd meerdere malen herdrukt. Voor de bundel gezangen van de Nederlandse Hervormde Kerk vertaalde zij het lied Es ist ein Ros entsprungen als Een roze, frisch ontloken (gezang 17). 
Van Woensel Kooy bleef ongehuwd. Zij overleed in januari 1934 op 58-jarige leeftijd te Utrecht. De rouwdienst vond op zaterdag 3 februari 1934 plaats in haar Spieghelkerk te Bussum. Ze werd begraven op de Oude begraafplaats van Naarden.